# Тесалия
Тесалия е историко-географска област в Гърция и една от 13-те административни области. Главен град на областта е Лариса.
Тесалия граничи с Македония на север, с Епир на запад, със Същинска Гърция на юг и Егейско море на изток. Преди гръцките тъмни векове, Тесалия е известна с името Еолия от Одисея на Омир.

## Граници
На север Тесалия се отделя от историческа Македония чрез Темпейската долина и планинската верига Олимп-Хасия-Камбуница. На запад Пинд я отделя от Епир, на югозапад е Евритания, а на юг – Фтиотида с център Ламия.
Тесалия е западна крайбрежна зона на Бяло море.

## География
Двете низини около Лариса и Трикала образуват плодородното Тесалийско поле – най-голямата равнина в Гърция, заобиколена от пръстен планини. Тесалия е известна като житницата на Гърция. През Северна Тесалия протича към Егейско море реката Пенеос образувайки красива и тясна клисура в Темпейската долина между планините Олимп и Оса, по която минава основния път от Македония към Централна Гърция и Пелопонес. Тесалия е с добре очертани физикогеографски и топографски граници. На север от Тесалийското поле са планините Хасия и Камвуния (Камбуница), на североизток е Олимп, на запад – Пинд, а на югоизток крайбрежните Оса и Пелион.
На юг от Фтиотида, респективно от Същинска Гърция, я отделя сакралната планина Отрис.

## Транспорт
Средищното положение на Тесалия за Гърция предполага възловото ѝ транспортно и комуникационно значение. През Тесалия преминава международния европейски път E75. До Лариса има международно и военно летище с команден център на НАТО. Летището за граждански полети обслужва Централна Гърция и разполага с нов терминал за поемане нарастващия брой полети и туристи към Тесалия, чийто основни цели за посещения са Метеора и планината Пелион.

## История
Тесалия е една от основните историко-географски области в Гърция. Още през античността е средище на неолитна култура, а по-сетне и на микенската култура. Антична Тесалия е най-северно обособената област в Древна Гърция.
От 2 век пр. Хр. е под властта на Рим. През средновековието е част от Византийската империя, с прекъсване за около век – през X и началото на XI век, когато е под политическата власт на Първата българска държава. През XIII век като цяло е извън византийско политическо влияние – за кратко е част от Душановото царство, а от XIV век е включена в Османската империя.
Непосредствено след Берлинския конгрес – през 1881 година, Кралство Гърция успява да си осигури териториални отстъпки от Османската империя, като присъединява към кралството южната част на Тесалия – без района на Лариса. След Балканската война към Гърция е присъединена и Северна Тесалия.

## Етноси
Населението на Тесалия в наши дни се състои от гърци. В западните предпланински краища към Пинд има арумъни и албанци.
През 1336 г. Андроник III Палеолог издава хрисовул за правата на епископията Стагийска (днес Стаг е Каламбака) на Охридската архиепископия, от който става ясно, че епископията се населява от власи, българи и албанци. В хрисовула има имена на редица села в епископията с български произход – Дупяни, Лабохово, Черничево, Слатина, Буковик, Мелово, Сушица, Гребено, Козяк, Тръбухиница и други.